# Docalidia bispinata
Docalidia bispinata är en insektsart som beskrevs av Nielson 1982. Docalidia bispinata ingår i släktet Docalidia och familjen dvärgstritar. Inga underarter finns listade i Catalogue of Life.